# Списак утакмица Репрезентацијe Србије у хокеју на леду
Репрезентација Србије у хокеју на леду је наследница репрезентација СР Југославије и Србије и Црне Горе. Под овим именом репрезентација је почела да се такмичи након распада државне заједнице Србије и Црне Горе. Члан је међународне хокејашке федерације од 28. септембра 2006. године. Први званични меч Србија је одиграла против Турске у Загребу, 11. априла, 2007. године у оквиру првог кола Светског првенства 2007 - Дивизија II. Србија је победила са 6:4.
Следи списак свих званичних утакмица Србије од њеног осамостаљивања до данас.

## Списак утакмица

### Легенда
| Боје |        |
| ---- | ------ |
|      | Победа |
|      | Пораз  |

- Г — Играла као гост
- Д — Играла као домаћин
- Н = неутални терен

### 2007—2010. (29)
| Број | Датум      | Резултат   | Противник      | Терен | Место                     | Врста                                                 | Белешка                                               | Скор |
| ---- | ---------- | ---------- | -------------- | ----- | ------------------------- | ----------------------------------------------------- | ----------------------------------------------------- | ---- |
| 1.   | 11.4.2007  | 6:4        | Турска         | Н     | Загреб, Хрватска          | Светско првенство у хокеју на леду 2007 — Дивизија II | Прва међународна утакмица Прва утакмица против Турске | 1:0  |
| 2.   | 12.4.2007  | 0:2        | Хрватска       | Г     | Загреб, Хрватска          | Светско првенство у хокеју на леду 2007 — Дивизија II | Прва утакмица против Хрватске                         | 0:1  |
| 3.   | 14.4.2007  | 1:2        | Белгија        | Н     | Загреб, Хрватска          | Светско првенство у хокеју на леду 2007 — Дивизија II | Прва утакмица против Белгије                          | 0:1  |
| 4.   | 15.4.2007  | 7:1        | Бугарска       | Н     | Загреб, Хрватска          | Светско првенство у хокеју на леду 2007 — Дивизија II | Прва утакмица против Бугарске                         | 1:0  |
| 5.   | 17.4.2007  | 4:7        | Шпанија        | Н     | Загреб, Хрватска          | Светско првенство у хокеју на леду 2007 — Дивизија II | Прва утакмица против Шпаније                          | 0:1  |
| 6.   | 7.4.20078  | 13:1       | Ирска          | Н     | Мијеркуреја Чук, Румунија | Светско првенство у хокеју на леду 2008 — Дивизија II | Прва утакмица против Републике Ирске                  | 1:0  |
| 7.   | 8.4.2008   | 0:10       | Румунија       | Г     | Мијеркуреја Чук, Румунија | Светско првенство у хокеју на леду 2008 — Дивизија II | Прва утакмица против Румуније                         | 0:1  |
| 8.   | 10.4.2008  | 4:1        | Израел         | Н     | Мијеркуреја Чук, Румунија | Светско првенство у хокеју на леду 2008 — Дивизија II | Прва утакмица против Израела                          | 1:0  |
| 9.   | 11.4.2008  | 4:5 (пен)  | Белгија        | Н     | Мијеркуреја Чук, Румунија | Светско првенство у хокеју на леду 2008 — Дивизија II |                                                       | 0:2  |
| 10.  | 13.4.2008  | 11:2       | Бугарска       | Н     | Мијеркуреја Чук, Румунија | Светско првенство у хокеју на леду 2008 — Дивизија II |                                                       | 2:0  |
| 11.  | 6.11.2008  | 1:9        | Мађарска       | Г     | Будимпешта, Мађарска      | Квалификације за Олимпијске игре 2010.                | Прва утакмица против Мађарске                         | 0:1  |
| 12.  | 8.11.2008  | 2:7        | Литванија      | Н     | Будимпешта, Мађарска      | Квалификације за Олимпијске игре 2010.                | Прва утакмица против Литваније                        | 0:1  |
| 13.  | 9.11.2008  | 1:5        | Хрватска       | Н     | Будимпешта, Мађарска      | Квалификације за Олимпијске игре 2010.                |                                                       | 0:2  |
| 14.  | 5.4.2009   | 10:1       | Исланд         | Д     | Нови Сад, Србија          | Пријатељска утакмица                                  | Прва утакмица против Исланда                          | 1:0  |
| 15.  | 7.4.2009   | 5:4 (пен.) | Естонија       | Д     | Нови Сад, Србија          | Светско првенство у хокеју на леду 2009 — Дивизија II | Прва утакмица против Естоније                         | 1:0  |
| 16.  | 8.4.2009   | 5:3        | Кина           | Д     | Нови Сад, Србија          | Светско првенство у хокеју на леду 2009 — Дивизија II | Прва утакмица против Кине                             | 1:0  |
| 17.  | 10.4.2009  | 12:1       | Израел         | Д     | Нови Сад, Србија          | Светско првенство у хокеју на леду 2009 — Дивизија II |                                                       | 2:0  |
| 18.  | 11.4.2009  | 6:1        | Исланд         | Д     | Нови Сад, Србија          | Светско првенство у хокеју на леду 2009 — Дивизија II |                                                       | 2:0  |
| 19.  | 13.4.2009  | 12:2       | Северна Кореја | Д     | Нови Сад, Србија          | Светско првенство у хокеју на леду 2009 — Дивизија II | Прва утакмица против Северне Кореје                   | 1:0  |
| 20.  | 8.4.2010   | 6:4        | Хрватска       | Д     | Београд, Србија           | Пријатељска утакмица                                  | Прва победа против Хрватске                           | 1:2  |
| 21.  | 13.4.2010  | 3:4        | Хрватска       | Г     | Загреб, Србија            | Пријатељска утакмица                                  |                                                       | 1:3  |
| 22.  | 19.4.2010  | 0:13       | Аустрија       | Н     | Тилбург, Холандија        | Светско првенство у хокеју на леду 2010 — Дивизија I  | Прва утакмица против Аустрије                         | 0:1  |
| 23.  | 20.4.2010  | 0:5        | Јапан          | Н     | Тилбург, Холандија        | Светско првенство у хокеју на леду 2010 — Дивизија I  | Прва утакмица против Јапана                           | 0:1  |
| 24.  | 22.4.2010  | 2:15       | Украјина       | Н     | Тилбург, Холандија        | Светско првенство у хокеју на леду 2010 — Дивизија I  | Прва утакмица против Украјине                         | 0:1  |
| 25.  | 24.4.2010  | 4:10       | Литванија      | Н     | Тилбург, Холандија        | Светско првенство у хокеју на леду 2010 — Дивизија I  | Прва утакмица против Литаније                         | 0:1  |
| 26.  | 25.4.2010  | 2:3 (пр.)  | Холандија      | Г     | Тилбург, Холандија        | Светско првенство у хокеју на леду 2010 — Дивизија I  | Прва утакмица против Холандије                        | 0:1  |
| 27.  | 11.11.2010 | 1:2        | Румунија       | Г     | Брашов, Румунија          | Челенџ куп                                            |                                                       | 0:2  |
| 28.  | 12.11.2010 | 4:6        | Шпанија        | Н     | Брашов, Румунија          | Челенџ куп                                            |                                                       | 0:2  |
| 29.  | 13.11.2010 | 0:7        | Хрватска       | Н     | Брашов, Румунија          | Челенџ куп                                            |                                                       | 1:4  |

### 2010−2020. (59)
| Број | Датум       | Резултат   | Противник        | Терен | Место                     | Врста                                                 | Белешка                                           | Скор |
| ---- | ----------- | ---------- | ---------------- | ----- | ------------------------- | ----------------------------------------------------- | ------------------------------------------------- | ---- |
| 30.  | 26.3.2011.  | 2:4        | Хрватска         | Д     | Београд, Србија           | Пријатељска утакмица                                  | Шеста утакмица против Хрватске                    | 1:5  |
| 31.  | 4.4.2011.   | 2:3        | Белгија          | Н     | Мелбурн, Аустралија       | Светско првенство у хокеју на леду 2011 — Дивизија II |                                                   | 0:3  |
| 32.  | 5.4.2011.   | 6:4        | Нови Зеланд      | Н     | Мелбурн, Аустралија       | Светско првенство у хокеју на леду 2011 — Дивизија II | Прва утакмица против Новог Зеланда                | 1:0  |
| 33.  | 7.4.2011.   | 7:0        | Мексико          | Н     | Мелбурн, Аустралија       | Светско првенство у хокеју на леду 2011 — Дивизија II | Прва утакмица против Мексика                      | 1:0  |
| 34.  | 9.4.2011.   | 5:0 (с.р.) | Северна Кореја   | Н     | Мелбурн, Аустралија       | Светско првенство у хокеју на леду 2011 — Дивизија II |                                                   | 2:0  |
| 35.  | 10.4.2011.  | 2:4        | Аустралија       | Г     | Мелбурн, Аустралија       | Светско првенство у хокеју на леду 2011 — Дивизија II | Прва утакмица против Аустралије                   | 0:1  |
| 36.  | 12.4.2012.  | 2:5        | Естонија         | Н     | Рејкјавик, Исланд         | Светско првенство у хокеју на леду 2012 — Дивизија II | Први пораз против Естоније                        | 1:1  |
| 37.  | 13.4.2012.  | 3:5        | Исланд           | Г     | Рејкјавик, Исланд         | Светско првенство у хокеју на леду 2012 — Дивизија II | Први пораз против Исланда                         | 2:1  |
| 38.  | 15.4.2012.  | 2:4        | Шпанија          | Н     | Рејкјавик, Исланд         | Светско првенство у хокеју на леду 2012 — Дивизија II |                                                   | 0:3  |
| 39.  | 17.4.2012.  | 3:6        | Хрватска         | Н     | Рејкјавик, Исланд         | Светско првенство у хокеју на леду 2012 — Дивизија II |                                                   | 1:6  |
| 40.  | 18.4.2012.  | 17:0       | Нови Зеланд      | Н     | Рејкјавик, Исланд         | Светско првенство у хокеју на леду 2012 — Дивизија II | Најубедљивија победа од самосталности Србије      | 2:0  |
| 41.  | 17.9.2012.  | 7:1        | Израел           | Н     | Загреб, Хрватска          | Квалификације за Олимпијске игре 2014.                |                                                   | 3:0  |
| 42.  | 18.9.2012.  | 3:5        | Мексико          | Н     | Загреб, Хрватска          | Квалификације за Олимпијске игре 2014.                | Прва утакмица против Мексика                      | 0:1  |
| 43.  | 19.9.2012.  | 2:6        | Хрватска         | Н     | Загреб, Хрватска          | Квалификације за Олимпијске игре 2014.                |                                                   | 1:7  |
| 44.  | 14.4.2013.  | 4:3        | Шпанија          | Н     | Загреб, Хрватска          | Светско првенство у хокеју на леду 2013 — Дивизија II | Прва победа против Шпаније                        | 1:3  |
| 45.  | 15.4.2013.  | 0:4        | Белгија          | Н     | Загреб, Хрватска          | Светско првенство у хокеју на леду 2013 — Дивизија II |                                                   | 0:4  |
| 46.  | 17.4.2013.  | 5:3        | Аустралија       | Н     | Загреб, Хрватска          | Светско првенство у хокеју на леду 2013 — Дивизија II | Прва победа против Аустралије                     | 1:1  |
| 47.  | 19.4.2013.  | 4:6        | Хрватска         | Г     | Загреб, Хрватска          | Светско првенство у хокеју на леду 2013 — Дивизија II |                                                   | 1:7  |
| 48.  | 20.4.2013.  | 1:5        | Исланд           | Н     | Загреб, Хрватска          | Светско првенство у хокеју на леду 2013 — Дивизија II |                                                   | 2:2  |
| 49.  | 9.4.2014.   | 0:4        | Белгија          | Д     | Београд, Србија           | Светско првенство у хокеју на леду 2014 — Дивизија II |                                                   | 0:5  |
| 50.  | 10.4.2014.  | 10:6       | Израел           | Д     | Београд, Србија           | Светско првенство у хокеју на леду 2014 — Дивизија II |                                                   | 4:0  |
| 51.  | 12.4.2014.  | 2:5        | Естонија         | Д     | Београд, Србија           | Светско првенство у хокеју на леду 2014 — Дивизија II |                                                   | 1:2  |
| 52.  | 14.4.2014.  | 3:4        | Исланд           | Д     | Београд, Србија           | Светско првенство у хокеју на леду 2014 — Дивизија II |                                                   | 2:3  |
| 53.  | 15.4.2014.  | 1:0        | Аустралија       | Д     | Београд, Србија           | Светско првенство у хокеју на леду 2014 — Дивизија II |                                                   | 2:1  |
| 54.  | 13.4.2015.  | 4:8        | Румунија         | Н     | Рејкјавик, Исланд         | Светско првенство у хокеју на леду 2015 — Дивизија II |                                                   | 0:3  |
| 55.  | 15.4.2015.  | 5:4        | Исланд           | Г     | Рејкјавик, Исланд         | Светско првенство у хокеју на леду 2015 — Дивизија II |                                                   | 3:3  |
| 56.  | 16.4.2015.  | 3:4 (пен.) | Аустралија       | Н     | Рејкјавик, Исланд         | Светско првенство у хокеју на леду 2015 — Дивизија II |                                                   | 2:2  |
| 57.  | 17.4.2015.  | 2:3 (пр.)  | Белгија          | Н     | Рејкјавик, Исланд         | Светско првенство у хокеју на леду 2015 — Дивизија II |                                                   | 0:6  |
| 58.  | 19.4.2015.  | 4:3 (пен)  | Шпанија          | Н     | Рејкјавик, Исланд         | Светско првенство у хокеју на леду 2015 — Дивизија II |                                                   | 2:3  |
| 59.  | 6.11.2015.  | 5:4 (пен)  | Исланд           | Н     | Валдеморо, Шпанија        | Квалификације за Олимпијске игре 2018.                |                                                   | 4:3  |
| 59.  | 7.11.2015.  | 5:1        | Кина             | Н     | Валдеморо, Шпанија        | Квалификације за Олимпијске игре 2018.                |                                                   | 2:0  |
| 60.  | 8.11.2015.  | 5:3        | Шпанија          | Г     | Валдеморо, Шпанија        | Квалификације за Олимпијске игре 2018.                |                                                   | 3:3  |
| 61.  | 11.2.2016.  | 0:8        | Италија          | Г     | Кортина д’Ампецо, Италија | Квалификације за Олимпијске игре 2018.                | Прва утакмица против Италије                      | 0:1  |
| 62.  | 13.2.2016.  | 2:6        | Велика Британија | Н     | Кортина д’Ампецо, Италија | Квалификације за Олимпијске игре 2018.                | Прва утакмица против Велике Британије             | 0:1  |
| 63.  | 14.2.2016.  | 3:7        | Холандија        | Н     | Кортина д’Ампецо, Италија | Квалификације за Олимпијске игре 2018.                |                                                   | 0:2  |
| 64.  | 9.4.2016.   | 2:3        | Холандија        | Н     | Хака, Шпанија             | Светско првенство у хокеју на леду 2016 — Дивизија II |                                                   | 0:3  |
| 65.  | 10.4.2016.  | 2:4        | Белгија          | Н     | Хака, Шпанија             | Светско првенство у хокеју на леду 2016 — Дивизија II |                                                   | 0:7  |
| 66.  | 12.4.2016.  | 2:3        | Шпанија          | Г     | Хака, Шпанија             | Светско првенство у хокеју на леду 2016 — Дивизија II |                                                   | 3:4  |
| 67.  | 14.4.2016.  | 6:3        | Исланд           | Н     | Хака, Шпанија             | Светско првенство у хокеју на леду 2016 — Дивизија II |                                                   | 5:3  |
| 68.  | 15.4.2016.  | 3:0        | Кина             | Н     | Хака, Шпанија             | Светско првенство у хокеју на леду 2016 — Дивизија II |                                                   | 3:0  |
| 69.  | 3.4.2017.   | 3:4        | Аустралија       | Г     | Галац, Румунија           | Светско првенство у хокеју на леду 2017 — Дивизија II |                                                   | 2:3  |
| 70.  | 4.4.2017.   | 1:4        | Румунија         | Г     | Галац, Румунија           | Светско првенство у хокеју на леду 2017 — Дивизија II |                                                   | 0:4  |
| 71.  | 6.4.2017.   | 9:2        | Белгија          | Г     | Галац, Румунија           | Светско првенство у хокеју на леду 2017 — Дивизија II | Прва победа против Белгије                        | 1:7  |
| 72.  | 7.4.2017.   | 4:5        | Шпанија          | Г     | Галац, Румунија           | Светско првенство у хокеју на леду 2017 — Дивизија II |                                                   | 3:5  |
| 73.  | 6.4.2017.   | 6:0        | Исланд           | Г     | Галац, Румунија           | Светско првенство у хокеју на леду 2017 — Дивизија II |                                                   | 6:3  |
| 74.  | 12.4.2018.  | 2:1        | Хрватска         | Д     | Београд, Србија           | Пријатељска утакмица                                  |                                                   | 2:7  |
| 75.  | 17.4.2018.  | 3:5        | Хрватска         | Г     | Загреб, Хрватска          | Пријатељска утакмица                                  |                                                   | 2:8  |
| 76.  | 23.4.2018.  | 4:1        | Белгија          | Н     | Тилбург, Холандија        | Светско првенство у хокеју на леду 2018 — Дивизија II |                                                   | 2:7  |
| 77.  | 24.4.2018.  | 3:1        | Кина             | Н     | Тилбург, Холандија        | Светско првенство у хокеју на леду 2018 — Дивизија II |                                                   | 4:0  |
| 78.  | 26.4.2018.  | 0:5        | Холандија        | Н     | Тилбург, Холандија        | Светско првенство у хокеју на леду 2018 — Дивизија II |                                                   | 0:4  |
| 79.  | 28.4.2018.  | 4:5 (пен)  | Аустралија       | Н     | Тилбург, Холандија        | Светско првенство у хокеју на леду 2018 — Дивизија II |                                                   | 2:4  |
| 80.  | 29.4.2018.  | 5:2        | Исланд           | Н     | Тилбург, Холандија        | Светско првенство у хокеју на леду 2018 — Дивизија II |                                                   | 7:3  |
| 81.  | 9.4.2019.   | 3:1        | Хрватска         | Д     | Београд, Србија           | Светско првенство у хокеју на леду 2019 — Дивизија II | Прва победа против Хрватске на Светском првенству | 3:8  |
| 82.  | 10.4.2019.  | 2:3        | Аустралија       | Д     | Београд, Србија           | Светско првенство у хокеју на леду 2019 — Дивизија II |                                                   | 2:5  |
| 83.  | 12.4.2019.  | 6:5        | Кина             | Д     | Београд, Србија           | Светско првенство у хокеју на леду 2019 — Дивизија II |                                                   | 5:0  |
| 84.  | 13.4.2019.  | 6:3        | Белгија          | Д     | Београд, Србија           | Светско првенство у хокеју на леду 2019 — Дивизија II |                                                   | 3:7  |
| 85.  | 15.4.2019.  | 3:2 (пен)  | Шпанија          | Д     | Београд, Србија           | Светско првенство у хокеју на леду 2019 — Дивизија II |                                                   | 4:5  |
| 86.  | 13.12.2019. | 8:3        | Турска           | Н     | Сисак, Хрватска           | Квалификације за Олимпијске игре 2022.                |                                                   | 2:0  |
| 87.  | 14.12.2019. | 7:0        | Бугарска         | Н     | Сисак, Хрватска           | Квалификације за Олимпијске игре 2022.                |                                                   | 3:0  |
| 88.  | 14.12.2019. | 1:2        | Хрватска         | Г     | Сисак, Хрватска           | Квалификације за Олимпијске игре 2022.                |                                                   | 3:9  |

### 2021− (20)
| Број | Датум       | Резултат  | Противник        | Терен | Место                        | Врста                                                 | Белешка                                                               | Скор |
| ---- | ----------- | --------- | ---------------- | ----- | ---------------------------- | ----------------------------------------------------- | --------------------------------------------------------------------- | ---- |
| 89.  | 26.4.2022.  | 0:8       | Јапан            | Н     | Тихи, Пољска                 | Светско првенство у хокеју на леду 2022 — Дивизија I  |                                                                       | 0:2  |
| 90.  | 27.4.2022.  | 0:7       | Украјина         | Н     | Тихи, Пољска                 | Светско првенство у хокеју на леду 2022 — Дивизија I  |                                                                       | 0:2  |
| 91.  | 29.4.2022.  | 2:10      | Пољска           | Г     | Тихи, Пољска                 | Светско првенство у хокеју на леду 2022 — Дивизија I  | Прва утакмица против Пољске                                           | 0:1  |
| 92.  | 30.4.2022.  | 2:4       | Естонија         | Н     | Тихи, Пољска                 | Светско првенство у хокеју на леду 2022 — Дивизија I  |                                                                       | 1:3  |
| 93.  | 12.4.2023.  | 2:3       | Хрватска         | Н     | Загреб, Хрватска             | Пријатељска утакмица                                  |                                                                       | 3:10 |
| 94.  | 23.4.2023.  | 1:2 (пен) | Естонија         | Г     | Талин, Естонија              | Светско првенство у хокеју на леду 2023 — Дивизија I  |                                                                       | 1:4  |
| 95.  | 24.4.2023.  | 0:7       | Украјина         | Н     | Талин, Естонија              | Светско првенство у хокеју на леду 2023 — Дивизија I  |                                                                       | 0:3  |
| 96.  | 26.4.2023.  | 3:8       | Јапан            | Н     | Талин, Естонија              | Светско првенство у хокеју на леду 2023 — Дивизија I  |                                                                       | 0:3  |
| 97.  | 27.4.2023.  | 0:5       | Кина             | Н     | Талин, Естонија              | Светско првенство у хокеју на леду 2023 — Дивизија I  |                                                                       | 5:1  |
| 98.  | 29.4.2023.  | 3:2 (пен) | Холандија        | Н     | Талин, Естонија              | Светско првенство у хокеју на леду 2023 — Дивизија I  |                                                                       | 1:4  |
| 99.  | 14.12.2023. | 5:0       | Турска           | Д     | Београд, Србија              | Квалификације за Олимпијске игре 2026.                |                                                                       | 3:0  |
| 100. | 15.12.2023. | 6:0       | Кинески Тајпеј   | Д     | Београд, Србија              | Квалификације за Олимпијске игре 2026.                | Прва утакмица против Кинеској Тајпеја и 100. утакмица од осамостаљења | 1:0  |
| 101. | 17.12.2023. | 4:0       | Хрватска         | Д     | Београд, Србија              | Квалификације за Олимпијске игре 2026.                |                                                                       | 4:10 |
| 102. | 8.2.2024.   | 0:4       | Румунија         | Н     | Кардиф, Уједињено Краљевство | Квалификације за Олимпијске игре 2026.                |                                                                       | 0:5  |
| 103. | 10.2.2024.  | 0:11      | Велика Британија | Г     | Кардиф, Уједињено Краљевство | Квалификације за Олимпијске игре 2026.                |                                                                       | 0:2  |
| 104. | 11.2.2024.  | 5:7       | Кина             | Н     | Кардиф, Уједињено Краљевство | Квалификације за Олимпијске игре 2026.                |                                                                       | 5:2  |
| 105. | 21.4.2024.  | 4:2       | Аустралија       | Д     | Београд, Србија              | Светско првенство у хокеју на леду 2024 — Дивизија II |                                                                       | 3:5  |
| 106. | 22.4.2024.  | 5:1       | Израел           | Д     | Београд, Србија              | Светско првенство у хокеју на леду 2024 — Дивизија II |                                                                       | 5:0  |
| 107. | 24.4.2024.  | 9:3       | Исланд           | Д     | Београд, Србија              | Светско првенство у хокеју на леду 2024 — Дивизија II |                                                                       | 8:3  |
| 108. | 25.4.2024.  | 5:2       | УАЕ              | Д     | Београд, Србија              | Светско првенство у хокеју на леду 2024 — Дивизија II | Прва утакмица против УАЕ                                              | 1:0  |
| 109. | 27.4.2024.  | 0:3       | Хрватска         | Д     | Београд, Србија              | Светско првенство у хокеју на леду 2024 — Дивизија II |                                                                       | 4:11 |